# Protocolo do Rio de Janeiro

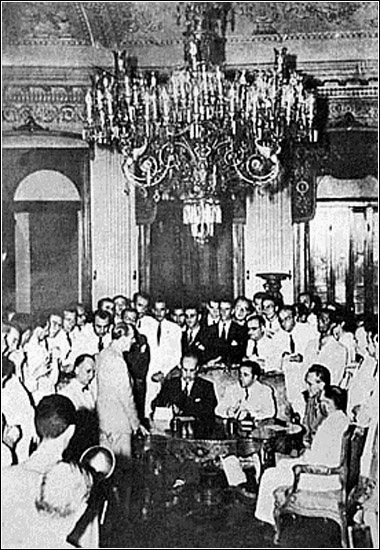
Assinatura do Protocolo do Rio de Janeiro (1942).

Em 29 de janeiro de 1942 foi assinado o Protocolo de Paz, Amizade e Limites do Rio de Janeiro, desenhado para pôr um ponto final ao conflito equatoriano-peruano sobre as fronteiras entre ambos os países. 

## História
Na origem da assinatura deste Protocolo estiveram dúvidas em redor dos acidentes geográficos que determinavam a fronteira, produzindo-se novos conflitos bélicos em 1981 e 1995.
No Protocolo do Rio, a descrição da área não reflete a realidade geográfica da zona. Neste Protocolo, considerou-se a existência de um "divortium aquarum" entre os rios Zamora e Santiago e a presença da Cordilheira do Condor (parte norte) como limite natural.
Em fevereiro de 1947 a Força Aérea dos Estados Unidos realizou um reconhecimento aéreo da zona, determinando que não há um divortium aquarum entre os rios Zamora e Santiago, já que existe um terceiro rio que corre entre estes dois denominado Cenepa. Ou seja, há dois divortium aquarum: um entre os rios Zamora e Cenepa, e outro entre os rios Cenepa e Santiago. Além disso, a cordilheira do Condor constitui uma separação dos rios Zamora e Cenepa, mas não no caso dos rios Zamora e Santiago (Embaixada do Equador em Washington D.C., 1995).
Não faltaram as vozes e esforços de cooperação entre ambos os países. As provas são grandes, no marco da Comissão Permanente do Pacífico Sul; além de projetos binacionais como Puyango-Tumbes na fronteira sul, o Tratado de Cooperação Amazônica e a colaboração no marco de projetos de conservação, demonstram a existência de recursos naturais repartidos e a necessidade da sua gestão conjunta.
Desta maneira, a gestão das áreas fronteiriças amazônicas, de excepcional valor natural, é uma de várias alternativas de cooperação, procura de paz, otimização no uso dos recursos, e reconhecimento da presença de povos indígenas de origem comum que vivem nestas áreas, para quem as fronteiras entre estados são criações estranhas, alheias à sua cultura.